# Cầu thủ Canada xuất sắc nhất năm
BMO Cầu thủ Canada xuất sắc nhất năm là giải thưởng hàng năm vinh danh hai cầu thủ bóng đá hàng đầu của Canada, công nhận những thành tựu của họ với cả hai đội tuyển quốc gia và câu lạc bộ của mình. Hai người đoạt giải được công nhận là đồng người chiến thắng của giải thưởng này. Kể từ năm 2007, việc bỏ phiếu được tiến hành bởi các phương tiện truyền thông Canada và các huấn luyện viên người Canada.
| - 2021: Alphonso Davies & Jessie Fleming - 2020: Alphonso Davies & Kadeisha Buchanan - 2019: Jonathan David & Ashley Lawrence - 2018: Alphonso Davies & Christine Sinclair - 2017: Atiba Hutchinson & Kadeisha Buchanan - 2016: Atiba Hutchinson & Christine Sinclair - 2015: Atiba Hutchinson & Kadeisha Buchanan - 2014: Atiba Hutchinson & Christine Sinclair - 2013: Will Johnson & Christine Sinclair - 2012: Atiba Hutchinson & Christine Sinclair - 2011: Dwayne De Rosario & Christine Sinclair - 2010: Atiba Hutchinson & Christine Sinclair - 2009: Simeon Jackson & Christine Sinclair - 2008: Julian de Guzman & Christine Sinclair - 2007: Dwayne De Rosario & Christine Sinclair - 2006: Dwayne De Rosario & Christine Sinclair - 2005: Dwayne De Rosario & Christine Sinclair - 2004: Paul Stalteri & Christine Sinclair - 2003: Pat Onstad & Charmaine Hooper - 2002: ơJason de Vos & Charmaine Hooper - 2001: Paul Stalteri & Andrea Neil - 2000: Craig Forrest & Christine Sinclair - 1999: Jim Brennan & Geraldine Donnelly - 1998: Tomasz Radzinski & Silvana Burtini - 1997: Mark Watson & Janine Helland - 1996: Paul Peschisolido & Geraldine Donnelly - 1995: Alex Bunbury & Charmaine Hooper - 1994: Craig Forrest & Charmaine Hooper - 1993: Alex Bunbury |

## Cầu thủ U-20 Canada xuất sắc nhất năm
- 2011 Ashtone Morgan & Amélia Pietrangelo
- 2010 Ethan Gage & Jonelle Filigno
- 2009 Nana Attakora & Chelsea Stewart
- 2008 Nana Attakora & Jonelle Filigno
- 2007 Asmir Begović & Sophie Schmidt
- 2006 David Edgar & Jodi-Ann Robinson
- 2005 Ryan Gyaki & Kara Lang

## Cầu thủ U-17 Canada xuất sắc nhất năm
- 2011 Bryce Alderson & Ashley Lawrence
- 2010 Bryce Alderson & Diamond Simpson
- 2009 Russell Teibert & Abigail Raymer
- 2008 Russell Teibert & Monica Lam-Feist
- 2007 Oliver Lacoste & Monica Lam-Feist